# Ditmar Bicaj
Ditmar Bicaj (ur. 26 lutego 1989 w Tiranie) – albański piłkarz, grający na pozycji obrońcy.

## Kariera piłkarska

### Kariera klubowa
Karierę piłkarską Bicaj rozpoczął w klubie Dinamo Tirana. W sezonie 2007/2008 awansował do kadry pierwszego zespołu, jednak nie zadebiutował w nim w pierwszej lidze albańskiej. W 2008 roku odszedł do bułgarskiej Belasicy Petricz. Swój debiut w niej zanotował 10 sierpnia 2008 roku w przegranym 0:1 wyjazdowym meczu z CSKA Sofia. W Belasicy spędził rok.
W 2009 roku Bicaj wrócił do Albanii i został zawodnikiem KF Tirana. W nim zadebiutował 18 października 2009 w przegranym 1:2 wyjazdowym meczu z Dinamem Tirana. W KF Tirana grał do końca sezonu 2009/2010.
Latem 2010 roku Bicaj został piłkarzem klubu Skënderbeu Korcza. Swój debiut w nim zaliczył 12 września 2010 w przegranym 1:3 wyjazdowym spotkaniu ze KS Shkumbini. W sezonach 2010/2011, 2011/2012 i 2012/2013 wywalczył ze Skënderbeu trzy tytuły mistrza Albanii. Po sezonie 2013/2014 został zawodnikiem FK Kukësi. 
W 2014 roku Bicaj przeszedł do irańskiego Teraktoru Sazi Tebriz. Następnie był zawodnikiem klubów Partizani Tirana, KF Vllaznia, Flamurtari Wlora i Teuta Durrës. Latem 2019 zasilił skład Bylisu Ballsh.
| Sezon   | Klub                 | Kraj     | Rozgrywki           | Mecze | Bramki |
| ------- | -------------------- | -------- | ------------------- | ----- | ------ |
| 2007/08 | Dinamo Tirana        | Albania  | Kategoria Superiore | 0     | 0      |
| 2008/09 | Belasica Petricz     | Bułgaria | A PFG               | 20    | 1      |
| 2009/10 | KF Tirana            | Albania  | Kategoria Superiore | 14    | 0      |
| 2010/11 | Skënderbeu Korcza    | Albania  | Kategoria Superiore | 23    | 0      |
| 2011/12 | Skënderbeu Korcza    | Albania  | Kategoria Superiore | 18    | 0      |
| 2012/13 | Skënderbeu Korcza    | Albania  | Kategoria Superiore | 24    | 5      |
| 2013/14 | Skënderbeu Korcza    | Albania  | Kategoria Superiore | 27    | 1      |
| 2014/15 | Teraktor Sazi Tebriz | Iran     | Iran Pro League     | 10    | 1      |
| 2015/16 | Partizani Tirana     | Albania  | Kategoria Superiore | 23    | 1      |
| 2016/17 | KF Vllaznia          | Albania  | Kategoria Superiore | 29    | 0      |
| 2017/18 | Flamurtari Wlora     | Albania  | Kategoria Superiore | 25    | 3      |
| 2018/19 | Teuta Durrës         | Albania  | Kategoria Superiore | 26    | 3      |
| 2019/20 | Bylis Ballsh         | Albania  | Kategoria Superiore | 16    | 0      |

### Kariera reprezentacyjna
W reprezentacji Albanii Bicaj zadebiutował 2 czerwca 2010 roku w wygranym 1:0 towarzyskim meczu z Andorą, rozegranym na Stadiumi Kombëtar „Qemal Stafa” w Tiranie.